# DMOZ

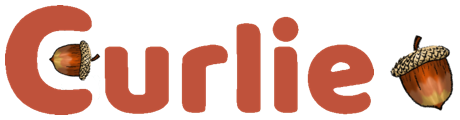
Curlie Logo

El Open Directory Project (ODP), también conocido como DMoz (por directory.mozilla.org su nombre de dominio original), fue un proyecto colaborativo multilingüe, en el que editores voluntarios listaban y categorizaban enlaces a páginas web.
Cualquier persona puede sugerir un enlace en una categoría determinada, que luego ha de ser aprobada por un editor. Cualquier persona puede optar a ser editor, rellenando un formulario en el que defiende su aptitud para organizar una categoría.
El proyecto está dividido en varias ramas según el idioma, y las categorías de páginas se organizan jerárquicamente dentro de cada una de las ramas.
Los datos del proyecto están disponibles para cualquier página web que quiera usarlos, mientras se coloque la atribución adecuada y se siga su licencia de uso. Por ejemplo, el directorio de Google está basado en el ODP al cual añade la ordenación según el PageRank de cada página categorizada.
El 28 de febrero de 2017 fue anunciado que el proyecto sería discontinuado el 14 de marzo de ese mismo año. En la actualidad existe una versión sucesoria del directorio en curlie.org.

## Historia
ODP fue fundada como Gnuoo por Rich Skrenta y Bb Truel en 1998. Por entonces, Skrenta y Truel trabajan como ingenieros de Sun Microsystems. Chris Tolles, que trabajó en Sun Microsystems como jefe de marketing de productos de seguridad de red, también firmó en 198 como cofundadora de Gnuhoo junto con los cofundadores Bryn Dole y Jeremy Wenokur. Skrenta era ya bien conocido por su papel en el desarrollo de TASS, un antepasado de TIN, el popular lector de noticias Usenet de rosca para sistemas Unix. Coincidentemente, la estructura original de categoría del directorio Gnuhoo se basa vagamente en la estructura de los grupos de noticias Usenet entonces en existencia.
El directorio Gnuhoo nació el 5 de junio de 1998. Después de un artículo Slashdot Gnuhoo sugirió que no tenía nada en común con el espíritu del software libre, [1] por el que el proyecto GNU era conocido. Richard Stallman y la Free Software Foundation se opusieron a la utilización de "GNU". Así Gnuhoo se cambió a NewHoo. Yahoo entonces se opuso a la utilización de "Hoo" en el nombre, lo que movió a cambiar el nombre otra vez. ZURL fue la probable elección. Sin embargo, antes de pasar a ser ZURL, NewHoo fue adquirido por Netscape Communications Corporation en octubre de 1998, y se convirtió en el Open Directory Project. Netscape liberó a los datos ODP en virtud de la licencia de Open Directory. Netscape fue adquirida por AOL poco después, ODP y fue uno de los activos incluidos en la adquisición. AOL posteriormente se fusionó con Time-Warner.
En octubre de 1998, por el momento en que Netscape asumió la administración, el Open Directory Project tenía alrededor de 100.000 URL indexadas, con contribuciones de alrededor de 4500 editores.
El 5 de octubre de 1999, el número de URL indexadas por el ODP llegó a un millón. Según una estimación no oficial, el número de URL en el Open Directory superado el número de URL en el directorio de Yahoo! Directorio en abril de 2000 con cerca de 1,6 millones de URL.
El 14 de agosto de 2000, ODP alcanzó los hitos de la indexación de dos millones de URL el 14 de agosto de 2000, de tres millones de listas el 18 de noviembre de 2001, y de cuatro millones el 3 de diciembre de 2003.
A partir de enero de 2006, el Open Directory pública informes en línea, para informar al públicooyecto. El primer informe abarcó el año 2005. Informes mensuales se publicaron posteriormente hasta septiembre de 2006.
Estos informes dieron mayor información sobre el funcionamiento del directorio, de la simplificación de las estadísticas dadas en la primera página de la guía. El número de listas y de las categorías citadas en la portada como "Test" y "Marcadores" de categorías, pero estos no se incluyen en el vertedero que RDF ofrece a los usuarios.
El número total de editores que han contribuido al directorio del 31 de marzo de 2007 era de 75.151.
El número de editores en cualquier instante es mucho menor, por ejemplo, había alrededor de 7.330 editores activos durante el mes de agosto de 2006.
El 20 de octubre de 2006, el servidor principal de ODP sufrió un fallo catastrófico del sistema, que impidió el trabajo de los editores en el directorio hasta el 18 de diciembre de 2006. Durante ese período, una forma más antigua del directorio quedó visible para el público.
El 13 de enero de 2007, el Sitio de sugerencias y Actualización de los anuncios fueron de nuevo las formas disponibles.
El 26 de enero de 2007, la publicación semanal de vertederos RDF se reanuda. Para evitar futuras interrupciones, el sistema ahora reside en una configuración redundante Intel de dos servidores.

## Contenido
Gnuhoo tomó prestado el esquema básico de Usenet para su antología inicial. En 1998, Rich Skrenta dijo, "tomé una larga lista de grupos y los edité a mano dentro de una jerarquía." Por ejemplo, el tema cubierto por el grupo de noticias comp.ai.alife estuvo representada por la categoría Ordenadores / AI / Artificial_Life. Las divisiones originales fueron Para Adultos, Arte, Negocios, Informática, Juegos, Salud, Hogar, Noticias, Recreación, Referencia, Regional, Ciencia, Compras, Sociedad y Deportes. Si bien estas quince categorías del nivel más alto han permanecido intactas, la ontología de las categorías de segundo nivel y menores han pasado por una evolución gradual; cambios significativos son iniciados por medio del debate entre los editores, y después implementadas cuando se ha alcanzado un consenso.
En julio de 1998, se convirtió en directorio multilingüe, con la adición de la Organización Mundial como categoría de nivel superior. El resto del directorio solo lista sitios en idioma inglés. En mayo de 2005, setenta y cinco idiomas estaban representados. La tasa de crecimiento de las componentes en idiomas distintos al inglés de la guía ha sido mayor que el del componente en inglés, desde 2002. En tanto el componente inglés de la guía abarcaba casi el 75% de los sitios en el año 2003, la Organización Mundial del nivel creció a más de 1,5 millones de sitios a partir por mayo de 2005, abarcando aproximadamente un tercio de la guía. En la ontología en idiomas distintos al inglés, las categorías generales son espejos que aquellas del directorio en inglés, aunque las excepciones que reflejan las diferencias de idioma son bastante comunes.
Varios de las categorías de nivel superior tienen características únicas. La categoría de adultos no está presente en el directorio de la página principal, pero está plenamente disponible en el volcado de RDF que proporciona ODP. Aunque la mayor parte de la guía se clasifica principalmente por tema, la categoría Regional se clasifica principalmente por región. Esto ha llevado a muchos a ver como ODP dos directorios paralelos: Regional y temático.
El 14 de noviembre de 2000 se creó un directorio especial en el Open Directory, para personas menores de 18 años de edad. Los factores claves que distinguen esta zona "Niños y Adolescentes" del directorio principal son los siguientes:
- establecer directrices más estrictas que limitan la lista de sitios a los que son catalogados como "apropiadas" para las personas menores de 18 años de edad;
- En los nombres de categoría, así como las descripciones de sitios sé que utiliza vocabulario "apropiado a la edad"; etiquetas de edad en cada listado distinguen contenidos apropiado para
  - niños (12 años de edad y menores),
  - adolescentes (13 a 15 años de edad) y
  - adolescentes maduros (16 a 18 años de edad);
- Los contenidos para niños y adolescentes se hacen disponibles como un solo vertido; La edición de permisos es tal que la comunidad queda alineada con la Open Directory. Para mayo del 2005, esta parte del Open Directory incluía listados de más de 32.000 sitios.

Desde principios de 2004, todo el sitio ha sido en la codificación UTF-8. Antes de esto, la codificación que se utilizaba era ISO 8859-1 para categorías en idioma inglés, y un conjunto de caracteres que dependen del idioma, para otros lenguajes. Desde principios de 2000, los vertidos de RDF han sido codificados en UTF-8.

## Conflicto de proyectos y proyectos derivados
En tanto el ODP se hizo más ampliamente conocido, surgieron otros dos principales directorios web editados por los voluntarios y patrocinado por Go.com y Zeal, ambos desaparecidos en la actualidad. Estos directorios no licenciaban su contenido para la distribución de contenido abierto, lo que puede haber contribuido a su desaparición.
El concepto de la utilización de una gran comunidad de editores para compilar contenidos en línea se ha aplicado con éxito a otros tipos de proyectos. El modelo de edición de ODP ha inspirado directamente otros tres proyectos de contenido abierto voluntarios: uno de contenido abierto de restaurante conocido como directorio ChefMoz, de contenido abierto, otro directorio de música conocido como Musicmoz, y una enciclopedia conocida como Open Site.

## Mantenimiento
Los listados en el Directorio son mantenidos por los editores. Mientras que algunos editores se centran en la adición de nuevos anuncios, otros se enfocan en el mantenimiento de las actuales listas. Esto incluye tareas como la edición de listados individuales, para corregir la ortografía y / o errores gramaticales, así como el seguimiento de la situación de los sitios enlazados. Por último, otros van a través de los sitios presentados para eliminar el spam y las duplicidades.
Robozilla es un rastreador web desarrollado para comprobar el estado de todos los sitios enumerados en el ODP. Periódicamente, Robozilla marca aquellos sitios que parecen haberse movido o desaparecido, y los editores hacen seguimiento para verificar los sitios y tomar medidas. Este proceso es crítico para el directorio, en el esfuerzo para lograr uno de sus objetivos fundamentales: reducir la descomposición de la relación entre directorios web. Poco después de cada proceso, los sitios marcados con errores se colocan automáticamente a la cola de no-revisados, desde donde los editores pueden investigar cuando el tiempo lo permite.
Debido a la popularidad de la Open Directory y su consiguiente impacto sobre rankings en los motores de búsqueda (Véase el PageRank), dominios con registro caducado que se enumeran en el ODP han atraído el secuestro de dominios, una cuestión que ha sido abordada por la continua eliminación desde el directorio, de los dominios caducados.
Si bien los fondos y el personal para el ODP han disminuido en los últimos años, los voluntarios han creado herramientas de edición, como verificadores de vínculos para complementar Robozilla, rastreadores de categorías, correctores ortográficos, herramientas de búsqueda que filtran directamente las descargas RDF más recientes, marcadores de página para ayudar a automatizar algunas funciones de edición, y herramientas para ayudar a trabajar a través de colas de no-revisados.

## La licencia y los requisitos
Los datos de ODP están disponible para distribución abierta de contenidos bajo los términos de la Licencia Open Directory, lo que requiere una tabla de atribución específica ODP sobre cada página Web que utiliza los datos.
La Licencia Open Directory también incluye un requisito de que los usuarios de los datos continuamente revisen actualizaciones de los sitios ODP y suspender el uso y la distribución de los datos o las obras derivadas a partir de los datos una vez que se produce una actualización. Esta restricción se llevó a la Free Software Foundation para referirse a la Licencia Open Directory como una Licencia que no es de Documentación Libre, citando el derecho a redistribuir una versión dada no es permanente, y el requisito de comprobar los cambios a la licencia.

## Vertederos RDF
Los datos ODP son puestos a disposición a través de un vertedero semejante a RDF que se pública en un servidor dedicado de descarga, donde también está disponible un archivo de versiones anteriores [18]. Nuevas versiones son usualmente generadas semanalmente. Un editor de ODP ha catalogado una serie de errores que son, o fueron encontrados durante la implementación del vertedero RDF de la ODP, incluidos errores de codificación UTF-8 (corregidos desde agosto de 2004) y un formato de RDF que no cumple con la especificación finales RDF, debido a que la generación de ODP RDF fue implementada antes de que la especificación RDF fuese terminada. [19] Así que, mientras hoy el así llamado vertedero RDF es válidamente XML, no es estrictamente RDF, sino un formato específico de ODP, de modo que el software para el procesamiento del vertedero RDF de ODP debe tener en cuenta eso.

## Usuarios de los contenidos
Los datos de ODP potencian los servicios de directorios medulares para muchos de los más grandes motores de búsqueda y portales de la web, incluyendo Netscape Search, AOL Search, Google y Alexa.
Los datos ODP también tienen otros usos. Por ejemplo, en la primavera de 2004, Overture anunció un servicio de búsqueda de terceros combinando resultados de búsquedas del directorio de Yahoo, con títulos, descripciones y categorías de metadatos de ODP. El motor de búsqueda Gigablast anunció el 12 de mayo de 2005 su copia buscable de Open Directory. La tecnología permite la búsqueda de sitios web listados en categorías específicas ", en efecto, creando instantáneamente de más de 500.000 motores de búsqueda vertical" .
A partir del 8 de septiembre de 2006, el ODP enumeró 313 sitios Web en idioma inglés, que utilizan datos ODP, así como 238 sitios en otros idiomas.  Sin embargo, estas cifras no reflejan el panorama completo de uso, dado que aquellos sitios que utilizan datos ODP sin seguir los términos de la licencia de ODP no figuran en la lista.

## Políticas y procedimientos
Existen restricciones impuestas a los que puede convertirse en un editor de ODP. El principal mecanismo de selección de ingreso de editores es un proceso de solicitud el que los candidatos demuestran su capacidad de edición, detallan afiliaciones que podrían plantear un conflicto de intereses, y dan un sentido de la forma en que el solicitante probablemente engranará con la cultura y la misión de ODP. [22] Una gran cantidad de solicitudes son rechazadas, pero se permite, y a veces alienta, la repostulación. Las mismas normas se aplican a los editores de todas las categorías y subcategorías.
El modelo de edición de ODP es de tipo jerárquico. Una vez llegando a ser editores, por lo general, las personas tienen permisos de edición en tan solo una pequeña categoría. Una vez que han demostrado habilidades básicas de edición en cumplimiento de las directrices de edición, son bienvenidos a postular a privilegios de edición adicionales, ya sea en una categoría más amplia, o en una categoría en cualquier otro lugar del resto del directorio. Relaciones de tutoría entre los editores son fomentadas, y los foros internos proporcionan un vehículo para que los nuevos editores hagan preguntas.
ODP tiene sus propios foros internos, el contenido de los cuales están destinados solo para que los editores para comunicarse unos con otros primordialmente acerca de la edición de temas. El acceso a los foros requiere una cuenta de editor, y se espera de los editores que mantenga en privado el contenido de estos foros .
Con el tiempo, a los editores mayores podrán ser otorgados privilegios adicionales que reflejan su experiencia en edición, y su liderazgo dentro de la comunidad de editores. Los más sencillos de entender son los privilegios Editall, que habilitan a un editor para acceder a todas las categorías en el directorio. Privilegios Meta permiten además a los editores llevar a cabo tareas tales como la revisión de las solicitudes, el establecimiento de características de las categorías, y el manejo de reportes de abusos externos e internos. Los privilegios Cateditall son similares a Editall, pero solo para una única categoría del directorio. Del mismo modo, los privilegios Catmod son similares a los Meta, pero solo para una única categoría del directorio. Similarmente, los privilegios Catmv habilitan a los editores para realizar cambios en la ontología del directorio, moviendo o cambiando el nombre de las categorías. Todos estos privilegios son otorgados por los administradores y el personal, por lo general después de su revisión en conjunto con los editores Meta.
En agosto de 2004, un nuevo nivel de privilegios de administrador llamado Admin fue presentado. El estado de Administrador se concedió a un número de editores Meta de larga trayectoria que actúan como personal. Los administradores tienen la capacidad de conceder privilegios Editall + a otros editores, y aprobar nuevas políticas de amplitud de directorio, poderes anteriormente solo habían sido estado al alcance (del personal) de editores de la raíz.  Una lista completa de editores de alto nivel está disponible al público, [ 26] es como también una lista de todos los editores actuales .
Se espera que todos los editores cumplan las directrices de edición de ODP. Estas directrices describen aspectos básicos: ¿qué tipos de sitios pueden ser enumerados y cuales no; cómo deben ser titulado y descritas las listas de sitio de una forma relajada consistente; convenciones para la denominación y la construcción de las categorías; limitaciones a conflictos de intereses en la edición de sitios que el editor puede poseer o estar afiliados, y un código de conducta dentro de la comunidad . Los editores que se encuentre que han violado estas directrices pueden ser contactados por el editor del personal, o editores mayores, sus permisos de edición pueden ser recortados, o perder completamente sus privilegios de edición. las directrices de ODP son revisadas periódicamente después de la discusión en los foros de editores.

## Presentación de sitios
Una de las motivaciones originales para la formación de Gnuhoo / Newhoo / ODP fue la frustración que muchas personas experimentaban para lograr que sus sitios fueran listados en el directorio Yahoo!. Sin embargo Yahoo! desde entonces ha puesto en marcha un servicio de pago para el examen oportuno de las presentaciones de sitios. Este enfoque ha sido seguido por muchos otros directorios. Algunos no aceptan en absoluto la presentación gratuita. Por el contrario, ODP ha mantenido su política de presentación gratuita para todos los tipos de sitio - el único de los principales directorios generales que así lo hace.
Un resultado ha sido una progresiva divergencia entre el ODP y otros directorios en el equilibrio de su contenido. Los modelos de inclusión remunerada favorecen aquellos que pueden y quieren pagar, por lo que los sitios comerciales tienden a predominar en los directorios de ese tipo.  Por el contrario, un directorio a cargo de voluntarios refleja los objetivos y los intereses de los voluntarios. El ODP listas un alto porcentaje sitios de información y sin ánimo de lucro.
Otra consecuencia de la política de presentación gratuita es que ODP tiene un enorme número de presentaciones todavía a la espera de revisión. Gran parte ellas consisten en spam, y sitios incorrectamente presentados. [30] Por lo tanto, el tiempo promedio de tramitación para la presentación de un sitio ha crecido con cada año que pasa. Sin embargo, el tiempo requerido no se puede predecir, ya que la variación es demasiado grande: una presentación podría ser procesada en cuestión de horas, o tardar varios años.